# Arachnoidella dubia
Arachnoidella dubia is een mosdiertjessoort uit de familie van de Arachnidiidae. De wetenschappelijke naam van de soort is, als Arachnoidea dubia, voor het eerst geldig gepubliceerd in 1975 door d'Hondt.